# Vist/Vårdnäs pastorat
Vist/Vårdnäs pastorat är ett pastorat i Östgötabygdens kontrakt i Linköpings stift.
Pastoratet bildades 1962 och består av 
- Vists församling
- Vårdnäs församling

Pastoratskod är 021607.